# Lucy Clifford
Lucy Clifford (2 de agosto de 1846 — 21 de abril de 1929) foi uma novelista e jornalista britânica.
Casou em 1875 com William Kingdon Clifford, quatro anos antes dele morrer.
Nascida Lucy Lane, era filha de John Lane. Depois da morte do marido, em 1879, tornou-se escritora e dramaturga.
O seu mais importante trabalho foi O crime de Mrs. Keiths, editado em 1885. Seguindo este, publicou uma série de livros e novelas, incluindo O último toque e outras histórias (editado em 1892) e Simples histórias (de 1896).
É conhecida principalmente por Histórias de todos os modos, Moral e outras maneiras, editado em 1882.